# Dayron Robles
Pour les articles homonymes, voir Robles.
Dayron Robles Planes, né le 19 novembre 1986 à Guantánamo, est un athlète cubain, ancien détenteur du record du monde du 110 mètres haies en 12 s 87, établi le 12 juin 2008 lors du Meeting Golden Spike d'Ostrava. Il remporte le titre olympique de la discipline aux Jeux olympiques de Pékin 2008. 

## Carrière sportive

### Débuts
Dayron Robles fait ses débuts sur la scène internationale à l'occasion des Championnats du monde junior 2004 disputés à Grosseto, en Italie. Il y remporte la médaille d'argent du 110 mètres haies derrière l'Américain Aries Merritt. L'année suivante, le Cubain s'adjuge la médaille d'argent des Championnats d'Amérique centrale et des Caraïbes de Nassau, mais ne prend que la huitième place de sa demi-finale lors des Mondiaux d'Helsinki.
En début de saison 2006, Dayron Robles monte sur la deuxième marche du podium du 60 mètres haies lors des Championnats du monde en salle de Moscou. Il est devancé de trois centièmes de seconde par l'Américain Terrence Trammell. Il établit en 13 s 0 son meilleur temps de la saison durant la Finale mondiale de l'athlétisme à Stuttgart.
En juillet 2007, à Rio de Janeiro, le Cubain remporte la finale des Jeux panaméricains en 13 s 25, devant l'Américain David Payne et son compatriote Yoel Hernández. Sélectionné pour les Championnats du monde d'Osaka, en août 2007, il échoue au pied du podium d'une course remportée par le Chinois Liu Xiang. Le 23 septembre, à Stuttgart, Robles descend pour la première fois de sa carrière sous la barrière des treize secondes au 110 m haies en signant le temps de 12 s 92 (vent nul) lors des finales mondiale d'athlétisme. Il termine meilleur performeur mondial de l'année, à égalité avec Liu Xiang.

### Record du monde et titre olympique

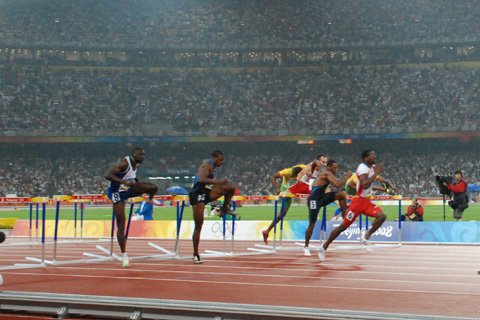
Dayron Robles à quelques mètres de sa victoire olympique dans le nid d'oiseau de Pékin, le 21 août 2008

Le 12 juin 2008, Dayron Robles bat le record du monde du 110 m haies à l'occasion du Grand Prix d'Ostrava en réalisant le temps de 12 s 87 (+0,9 m/s). Il améliore la marque appartenant précédemment à Liu Xiang d'un centième de seconde. Un mois plus tard, lors du Meeting Gaz de France à Paris, il remporte le 110 m haies en 12 s 88 (+0,5 m/s), soit la deuxième performance de tous les temps à égalité avec l'ancien record du monde de Xiang.
Le 21 août 2008, Robles remporte aisément la médaille d'or du 110 m haies des Jeux olympiques de Pékin avec un temps de 12 s 93, devançant les Américains David Payne et David Oliver. Le duel tant attendu Robles/Liu n'a finalement pas lieu en raison de l'abandon sur blessure du Chinois lors des séries.Robles fut lui-même victime d'une blessure en demi-finale des mondiaux d'athlétisme à Berlin.
Le 14 mars 2010 à Doha, Dayron Robles devient champion du monde en salle du 60 mètres haies avec le temps de 7 s 34, signant la meilleure performance mondiale de l'année ainsi qu'un nouveau record des championnats. Il devance de deux centièmes de seconde Terrence Trammell.

### Disqualification à Daegu

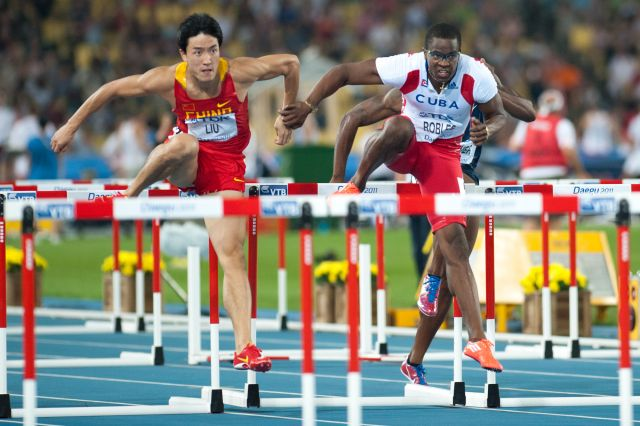
Dayron Robles disqualifié des Championnats du monde 2011 après avoir heurté la main de Liu Xiang lors de la finale

Lors du meeting de Liévin, le 8 février 2011, il gagne le 60 mètres haies avec un chrono de 7 s 57 devant Jeff Porter, même chrono, et le Français Dimitri Bascou (7 s 60). Il se blesse alors et doit arrêter sa saison.
Il commence sa saison en plein air le 7 mai en Guadeloupe lors du 7e Grand Prix Région Guadeloupe en affirmant ses ambitions de victoire aux championnats du monde de Daegu et son plein état de forme ; sous la pluie, il gagne en 13 s 35. Le 31 mai, il remporte le meeting d'Ostrava en 13 s 14 et fait de même le 5 juillet lors du meeting de Reims : il s'impose avec un temps de 13 s 16.
Confronté à son grand rival pour le titre mondial David Oliver, il s'impose en 13 s 04 (-0,6 m/s) devant Jason Richardson et Oliver le 5 août 2011 lors du meeting de Londres, douzième étape de la Ligue de diamant 2011.
Lors des Mondiaux de Daegu, il remporte la course dans le temps de 13 s 14, devant l'Américain Jason Richardson (13 s 16) et le Chinois Liu Xiang (13 s 27), mais est finalement disqualifié après que les images eurent révélé que sa main a touché à deux reprises celle du Chinois.
Le 8 septembre 2011, Dayron Robles remporte le meeting de Zurich en 13 s 01 devant Jason Richardson (13 s 10), le nouveau champion du monde, qu'il bat assez nettement, et David Oliver (13 s 26). Il termine ainsi en tête du classement général de la Ligue de diamant 2011 (16 pts), devant Oliver (13 pts) et Richardson (10 pts). En revanche, à Zagreb la semaine suivante où il est obligé de battre son meilleur temps de la saison, en 13 s 00 (- 0,2 m/s) pour battre toujours Richardson (13 s 04, record personnel).

### 2012
En février 2012, il s'incline face à Liu Xiang sur 60 m haies, ce dernier réalisant la MPMA en 7 s 41 contre 7 s 50 pour le Cubain.
Le 28 mai 2012, le champion olympique en titre réussit son meilleur chrono de l'année à La Havane, en 13 s 18, devancé par son compatriote et compagnon d'entraînement, Orlando Ortega, vainqueur en 13 s 09.

### 2013
Le 8 juillet, il remporte le Meeting international d'athlétisme de Sotteville-lès-Rouen en 13 s 18.

## Palmarès
| Date | Compétition                                      | Lieu             | Résultat | Épreuve     | Temps   |
| ---- | ------------------------------------------------ | ---------------- | -------- | ----------- | ------- |
| 2003 | Championnats du monde jeunesse                   | Sherbrooke       | 6e       | 110 m haies | 13 s 91 |
| 2004 | Championnats du monde juniors                    | Grosseto         | 2e       | 110 m haies | 13 s 77 |
| 2005 | Championnats d'Amérique centrale et des Caraïbes | Nassau           | 2e       | 110 m haies | 13 s 41 |
| 2006 | Championnats du monde en salle                   | Moscou           | 2e       | 60 m haies  | 7 s 46  |
| 2006 | Finale mondiale                                  | Stuttgart        | 2e       | 110 m haies | 13 s 00 |
| 2006 | Coupe du monde des nations                       | Athènes          | 3e       | 110 m haies | 13 s 06 |
| 2007 | Jeux panaméricains                               | Rio de Janeiro   | 1er      | 110 m haies | 13 s 25 |
| 2007 | Championnats du monde                            | Osaka            | 4e       | 110 m haies | 13 s 15 |
| 2007 | Finale mondiale                                  | Stuttgart        | 1er      | 110 m haies | 12 s 92 |
| 2008 | Jeux olympiques                                  | Pékin            | 1er      | 110 m haies | 12 s 93 |
| 2009 | Championnats d'Amérique centrale et des Caraïbes | La Havane        | 1er      | 110 m haies | 13 s 18 |
| 2010 | Championnats du monde en salle                   | Doha             | 1er      | 60 m haies  | 7 s 34  |
| 2011 | Championnats du monde                            | Daegu            | finale   | 110 m haies | DSQ     |
| 2011 | Ligue de diamant                                 | Ligue de diamant | 1er      | 110 m haies | détails |
| 2011 | Jeux panaméricains                               | Guadalajara      | 1er      | 110 m haies | 13 s 10 |
| 2012 | Jeux olympiques                                  | Londres          | finale   | 110 m haies | DSQ     |

## Records
- Record du monde du 110 m haies en 12"87 au Grand Prix d'Ostrava, (12 juin 2008)

| Épreuve     | Performance | Date            | Lieu       |
| ----------- | ----------- | --------------- | ---------- |
| 50 m haies  | 6 s 39      | 21 février 2008 | Stockholm  |
| 60 m haies  | 7 s 33      | 8 février 2008  | Düsseldorf |
| 110 m haies | 12 s 87     | 12 juin 2008    | Ostrava    |